# Емил Шкода
Ѐмил Шкода (на чешки: Emil Škoda) е чешки инженер и индустриалец.
Учи в Пражката политехника и в Техническия университет в Карлсруе, Германия. След завършването си работи основно в Прусия, една от най-напредналите в техническо отношение държави през това време. С избухването на Австро-пруската война през 1866 г. се оттегля в родния си град Пилзен и става главен инженер на малка машиностроителна фабрика. Три години по-късно, през 1869 г., той купува фабриката и започва да я разширява, достигайки до огромно предприятие с 4000 работници и 200 техници. Емил Шкода разбира, че неспокойна Европа ще се нуждае от оръжия и залага основно на тази стратегия.
През 1886 г. Шкода построява железопътна връзка, а през 1890 г. строи нова фабрика, произвеждаща картечници за австроунгарската армия. Заводите продължават да се разрастват и през 1899 г. са реорганизирани в компанията Škoda, известна с производството на оръжие през двете световни войни.
Под негово ръководство започва производство на съоръжения за захарни заводи, пивоварни, мелници, мини и др. отрасли. Голяма част от продукцията отива за износ. През 1884 г. построява и модерен стоманодобивен завод и цех за валцоване, чиято продукция е предназначена за развиващата се корабостроителна промишленост в Европа.
Със своята прозорливост Емил Шкода разбира, че времето на големите предприятия с един собственик отминава и решава да привлече външни инвеститори. Така на 12 декември 1899 г. заводите Škoda се трансформират в акционерно дружество, на което Емил Шкода става генерален директор.
Емил Шкода умира на 8 август 1900 г., докато пътува с влак, близо до селцето Зелцтал, Щирия, Австрия, където е бил на курорт. Погребан е в гробището Св. Николай в Пилзен. Погребението му е било голямо събитие за града и околностите.